# 未解決的物理學問題
有一些重要但尚未解決的物理問題。其中包括理論性的，即現時理論未能夠給予觀測到的物理現象或實驗結果令人滿意的解釋；還有實驗性的，即能夠周密測試某先進理論或深入研究某物理現象的實驗，不過現時現地很難建造或完成。

## 純理論方面的問題
這裏列出的基礎理論問題或理論構想缺乏實驗證明。在這些問題之間，可能有強烈的相互關聯。例如，額外維度或超對稱可能有辦法解釋級列問題。物理學者認為，完整無瑕的量子重力理論應該能夠解釋大多數列出的問題（除了穩定島問題以外）。

### 量子重力、物理宇宙學、廣義相對論
真空災變
從航海家探測衛星測量到的數據所推斷出的真空能量密度上限為1014 GeV/m3，而從量子場論估算出的零點能量密度卻為10121 GeV/m3，兩個數值竟然相差了107個數量級。物理史上從未見到這麼大的差距，很多物理學者認為這是當今物理理論的重大瑕疵。
量子重力
如何整合量子力學和廣義相對論成為完整一致的理論（或許是一種嶄新的量子場論）？時空的基本本質是否是連續的，還是離散的？這完整一致的理論是否涉及由一種假定的重力子所傳遞的作用力，還是從時空離散結構衍生的產物（迴圈量子重力理論的理論）？在超小尺度、超大尺度或其它極端案例，廣義相對論的預測與量子重力理論有甚麼差異？
黑洞、黑洞資訊悖論、霍金輻射
理論預期的黑洞熱輻射現象是否屬實？此種輻射是否帶有關於黑洞內部結構的資訊，如同規範-重力二元性所建議，還是不然，如同史蒂芬·霍金的原本計算？若為不然，則黑洞能夠蒸發乾淨，注意到量子力學並沒有給出摧毀資訊的機制，那麼，儲存於黑洞的資訊又會怎麼樣？是否黑洞蒸發到某一程度就會自動停止，只剩下殘餘黑洞？根據無毛定理，黑洞只有三種屬性：質量、電荷量、角動量；除此以外，沒有任何內部結構。這定理是否正確？為何尚未找出探勘黑洞內部的方法？
卡魯扎-克萊因理論
大自然是否擁有多於四個時空維度。假若答案為「是」，則到底有多少時空維度？維度是不是宇宙的基本屬性，還是其它物理定律的合理結果？物理實驗能否觀測到更高維度的證據？
宇宙暴脹
宇宙暴脹理論是否正確？若為正確，這段時期所發生事件的細節為何？這造成暴脹的假定暴脹場到底為何？假若暴脹在過去某一時間曾經發生，有否有可能藉著量子力學漲落的暴脹機制，繼續自我維持暴脹，因此在宇宙某超遠處，這暴脹仍舊正在進行中？

「泡沫宇宙」示意圖，宇宙1到宇宙6各自有自己的物理常數，人類的「宇宙」不過是其中的一個「泡沫」而已

多重宇宙
是否有足夠的物理理論基礎來支持期待其它宇宙的存在，雖然這些宇宙從根本而言是無法觀測到的？例如，量子力學的多世界是否存在？在這些宇宙裏，在高能量狀況，由於使用別種方式破壞物理力的明顯對稱，所造成的物理定律是否會迥然不同。使用人擇原理來消解全局宇宙困境是否正確？
宇宙审查假说黑洞內部有一個奇異點。通常在這奇異點的外圍有一層事件視界，速度最快的光波也無法逃離到事件視界之外。裸奇異點是缺乏事件視界的奇異點。由於沒有事件視界隔離，物理學者可以觀測到裸奇異點的物理行為。但是，至今為止，物理學者尚未觀測到裸奇異點的蛛絲馬跡。物理學者懷疑，從實際物理的初始條件是否能形成裸奇異點？羅傑·彭羅斯提出的宇宙审查假说表明，這是不可能的事。但是，物理學者還不能證明這假設的任何版本為正確無誤。
时序保护猜想
在廣義相對論的愛因斯坦場方程式的某些解答中，會出現有封閉類時曲線，即粒子移動於時空的世界線為封閉迴路，從初始點移動經過一段路程後，又會返回初始點。封閉類時曲線意味著一種時間旅行，能夠返回過去的時間旅行。史蒂芬·霍金的時序保護猜想表明，強烈地不允許任何除了微觀尺度以外的時間旅行。結合廣義相對論與量子力學在一起的量子重力理論，能否排除封閉類時曲線的可能性？
時間箭頭
物理學在微觀的層次幾乎完全是時間對稱的。這意味著，假設將時間流逝的方向倒轉，則原本物理定律仍然會保持為正確。但是在巨觀層次，時間存在著明顯的流逝方向。時間箭頭就是用於描述這種不對稱的現象。由於時間演進和時間反演而產生的不同物理現象，它們給出的關於時間屬性的資料為何？
根據CPT對稱理論，從CP破壞的證實可以立即斷言時間是無法反演的。因此，時間對稱性不成立，時間箭頭可以建立起來。但是，這方法並不是直接地，而是間接地證實時間對稱性不成立。測量基本粒子的內稟電偶極矩實驗可以更強烈、更直接地證實這性質。假設基本粒子擁有內稟電偶極矩，則宇稱對稱性和時間對稱性都會被破壞。更詳盡細節，請查閱基本粒子的電偶極矩。對於各種粒子的電偶極矩，現在最準確的實驗測值為
中子
{\displaystyle |p_{n}|<2.9\times 10^{-26}\ e\ \mathrm {cm} \ (90\%C.L.)} 、
電子
{\displaystyle |p_{e}|<1.6\times 10^{-27}\ e\ \mathrm {cm} \ (90\%C.L.)} 、
水銀
{\displaystyle |p_{Hg}|<3.1\times 10^{-29}\ e\ \mathrm {cm} \ (95\%C.L.)} 。
另外一個衍生的問題是，為什麼CP破壞只有在某些弱交互作用的衰變中才能觀測得到，例如K介子衰變，而在其它交互作用都觀測不到？
定域性原理與非定域現象
定域性原理表明，物體只會被其緊鄰周遭環境事物影響。1935年，阿爾伯特·愛因斯坦等發表EPR弔詭，認為量子力學的基礎理論，因為違背了定域性原理，可能不完備。三十年之後，約翰·貝爾提出反駁，主張定域隱變數理論不能複製量子力學的所有預測。在量子力學裏，是否會出現非定域現象？假設非定域現象存在，這是否只局限於貝爾不等式被違背所顯露出的量子糾纏；資訊、能量或物質能否能以非定域方式的傳播？在哪種狀況可以觀測到非定域現象？非定域現象的存在與否，對於時空的基本結構，有甚麼含意？非定域現象與量子糾纏有甚麼關聯？如何藉著非定域現象來說明量子力學基礎性質的正確詮釋？
宇宙的終極命運
根據天文觀測和宇宙學理論，可以對可觀測宇宙未來的演化作出預言。宇宙最終是否走向熱寂、大崩墜、大撕裂、大反彈，還是按照多重宇宙論的論述，可能存在很多各種各樣的宇宙，新的宇宙可能正在誕生，同時老舊的宇宙可能正在湮滅，但整個平行宇宙永遠不會完全終結？

### 高能物理學／粒子物理學

絕對無法從磁棒製備出磁單極子。假設將磁棒一切為二，則不會發生一半是指北極，另一半是指南極的狀況，而會是切開的每一個部分都有其自己的指北極與指南極。

在希格斯機制裏，希格斯場的猜想形狀好似一頂墨西哥帽。

希格斯機制希格斯玻色子的分支比是否符合標準模型？是否只有一種希格斯玻色子？
級列問題為什麼重力是那麼的微弱？只有當質量在普朗克尺度時，大約為1019 GeV，超大於電弱尺度，246 GeV，電弱理論描述的物理行為所涉及的能量），重力才會顯得強勁。為什麼這尺度的相差會有如天壤之別？是甚麼物理過程使得電弱尺度的物理量，例如希格斯粒子的質量，無法獲得普朗克尺度數量級的量子修正？請問這是因為超對稱、額外維度，還是人擇的精細調節？
磁單極子
在最初宇宙、高能量的時期，粒子有否帶有磁荷？若有，則為何現在那麼難偵測到它們？現在有沒有任何磁單極子仍舊存在？（保羅·狄拉克指出，某種磁單極子的存在可以解釋電荷量子化）。
質子衰變與大統一理論
怎樣能夠將量子場論的三種不同的基本交互作用，即強交互作用、弱交互作用和電磁交互作用，統一成為單獨一種交互作用？至今為止，一些常見的主流大統一模型為SO(10)模型、喬吉-格拉肖模型等等。由於這些模型預測的新粒子的質量為大統一尺度數量級，大大地超過碰撞實驗的可能範圍，所以，物理學者無法做實驗直接觀測到這些新粒子。因此，物理學者必需使用間接方法，例如，質子衰變實驗、基本粒子電偶極矩實驗、微中子屬性實驗、磁單極子偵測實驗等等。注意到質子為質量最輕的重子，質子是否為絕對的穩定？倘若不是，質子的半衰期為何？日本的超級神岡偵測器並沒有確切地偵測到任何質子衰變事件。從實驗得到的數據，質子的壽命被設定為超過1033年。
超對稱
時空超對稱是否實現於大自然？假若是，超對稱破壞的機制為何？超對稱是否能夠穩定電弱尺度，避免大幅度量子修正？最輕的超對稱粒子是否為暗物質的組成成分之一？
第四代夸克與輕子
由於共同提出卡比博-小林-益川矩陣來解釋CP破壞的現象，並且給出了標準模型會允許多達三代夸克與輕子存在的原因，小林誠與益川敏英因此榮獲2008年諾貝爾物理學獎。這理論並沒有限制最多只能有三代。那麼，有否可能找到第四代夸克或輕子？是否能夠構想出解釋不同代粒子之間質量差異的理論，一種關於湯川耦合的理論？
反物質/重子不对称性
在宇宙中，為什麼偵測實驗結果顯示，物質比反物質多很多？大爆炸應該製造出同樣數量的粒子與反粒子，而粒子會和反粒子湮滅產生光子。因此宇宙應該充滿了光子，而不會有很多物質存在。但是，宇宙現在的狀況並不是這樣。在大霹靂發生之後，一定有某些物理定律不平等地作用於物質與反物質。請問這些物理定律為何？在最初宇宙是否有某些作用力存在，但是後來隨著宇宙演化，這些作用力已消失無蹤？

### 核子物理學

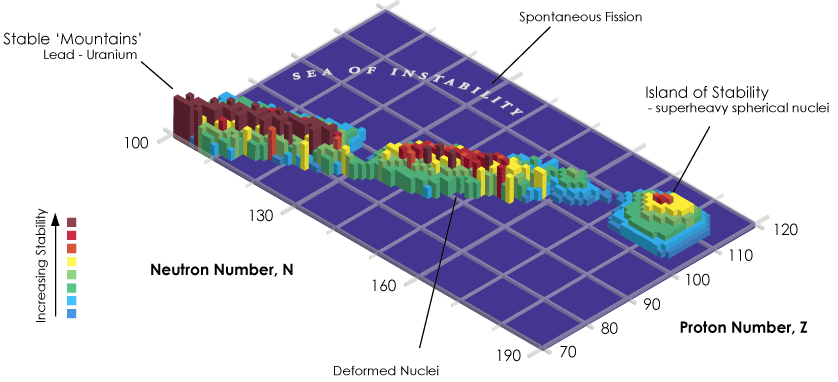
理論穩定島的三維描繪圖。

量子色動力學
強交互作用物質有哪些相態？在宇宙中，這些相態的角色為何？核子的內部結構為何？量子色動力學對於強交互作用物質的屬性方面的預測為何？哪種機制主掌了夸克和膠子的變遷為π介子與核子？是甚麼機制造成了量子色動力學的重要特色：夸克禁閉與漸近自由？怎樣將量子色動力學與廣義相對論合併為一個完整理論？
核子天文物理學中子星和稠密核物質的物理性質為何？描述宇宙中各種元素的核合成過程？驅動恆星與星際爆炸的核子反應為何？
原子核
核力如何將質子與中子結合為穩定原子核？
穩定島
有些化學元素的原子核，其質子和中子的數目恰巧為幻数數目，核物理學家推測這些化學元素特別穩定。這理論稱為穩定島理論。鑑於這理論，最沉重的穩定或介穩定原子核為何？

### 其它
量子混沌對應原理表明，經典力學是量子力學的經典極限。量子混沌理論試圖在量子力學與經典力學之間建立一座橋梁。怎樣以量子力學來表述經典的混沌動力系統？量子力學與經典混沌之間的關係為何？
量子力學的對應極限
量子理論的描述怎樣成為做實驗所觀查到的大自然實在，這包括量子態疊加、波函數塌縮、量子去相干等等？換句話說，這是一種測量問題，造成波函數塌縮為確定態的量子測量所倚賴的機制為何？
物理資訊除了黑洞或波函數塌縮以外，還有哪些物理現象，不可挽回地湮滅了關於其先前所處狀態的資訊？
萬有理論
又稱為「終極理論」，萬有理論試圖解釋與聯結所有已知的物理現象，並且預測在原則上可行的任何實驗的結果。但是，構築這理論所遇到最困難的問題是，怎樣將廣義相對論與量子力學統一為單一理論？
基礎物理常數能夠解釋所有基礎物理常數的理論為何？基礎物理常數是否會隨著時間的演進而改變？
規範場論
於2000年，克雷數學研究所發表七大千禧年大獎難題，其中一道題目為楊-米爾斯存在性與質量間隙。這是理論物理中規範場論的一道基礎問題。楊-米爾斯理論是一種規範場論。獲勝者必須嚴格證明楊－米爾斯場論存在（即需符合構造性量子場論的標準），亦要證明質量間隙，即此理論所預測質量最輕的粒子，其質量為正值。

## 缺乏清楚科學解釋的經驗現象

### 物理宇宙學

今期與早期的宇宙質能分佈餅圖

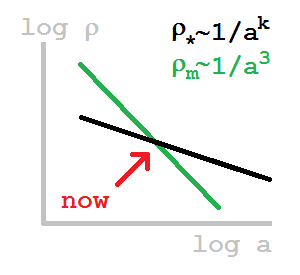
暗能量密度、物質密度與宇宙標度因子的對數-對數關係線圖，兩條關係線恰好相交於現在。

宇宙的存在
形成宇宙或多重宇宙的物質、能量、時空、基本作用力，它們的物质源頭為何？能否設計出可行的實驗來證實多重宇宙存在。
重子不對稱性
為什麼在可觀測宇宙中，重子的數量比反重子多很多？
宇宙學常數問題
根據廣義相對論，宇宙真空裏蘊藏的能量會產生引力場，真空能量密度 {\displaystyle \rho _{vac}} 與宇宙學常數 {\displaystyle \Lambda } 之間的關係為 {\displaystyle \rho _{vac}c^{2}=\Lambda c^{4}/8\pi G} 。怎樣計算真空能量密度是物理學尚未解決的一個大問題。最簡單算法總和所有已知量子場貢獻出的零點能，但這理論結果超過天文觀測值120個數量級，被驚歎為「物理史上最差勁的理論預測」！為什麼從真空能量密度計算出的宇宙學常數，會與天文觀測值相差這麼大？這問題稱為宇宙學常數問題。到底是甚麼物理機制抵銷這超大數值？解決這問題可能要用到量子引力理論。:186-187
暗物質
無法用電磁輻射偵測，而是從作用於可見物質與背景輻射的重力效應連帶推斷出來的物質，稱為暗物質。物理學者尚不清楚甚麼是暗物質的基本成分？是否與超對稱有關？歸因於暗物質的天文現象，實際上是否是重力的延伸？
暗能量
暗能量是一種充溢於整個空間的能量的假定形式。暗能量傾向於增加宇宙膨脹速度。最近完成的關於超過20萬座星系的調查，似乎確定了暗能量的存在。但是，物理學者仍舊無法精確地描述與解釋暗能量的物理性質。暗能量主要有兩種模型：宇宙學常數模型與第五元素模型。每一種模型都有其強點與弱點，尚未有任何實驗結果令人信服地顯示哪一種模型為正確模型，也可能都不夠正確。
宇宙巧合問題為什麼恰巧就在這時候，宇宙的暗能量密度與物質密度幾乎等值？這問題稱為「宇宙巧合問題」。
如右圖所示，物質密度{\displaystyle \rho _{m}}與宇宙標度因子{\displaystyle a}的三次方成反比：
{\displaystyle \rho _{m}\approx 1/a^{3}}，
而暗能量密度{\displaystyle \rho _{*}}與宇宙標度因子的關係式為
{\displaystyle \rho _{*}\approx 1/a^{k}} ;
其中，{\displaystyle k}是依暗能量的本質而定的常數，必需小於3。
假設暗能量是宇宙學常數或真空零點能，則{\displaystyle k=0}，暗能量密度{\displaystyle \rho _{*}}為常數，那麼，這種萬年不遇的巧合實在令人費解。難道暗能量密度是某種純量場，或許暗能量與物質會發生某種耦合，從而造成暗能量密度與物質密度幾乎等值？
熵 (時間箭頭)宇宙最初是處於一個高度有序的狀態，一個低熵狀態。為甚麼會出現這麼高度有序的狀態，從而造成過去與未來的區別，以及熱力學第二定律？
宇宙視界問題為什麼大霹靂理論對於夜晚天空的各向異性的預測值似乎大於觀測數據，而遙遠的宇宙卻顯得那麼均勻？宇宙暴脹理論已廣泛地被天文學者接受為解答，但仍舊可能有其它解答，例如，光速可變理論。
宇宙微波背景輻射的各向異性的黃道定向
微波天空在距離一百三十億光年以外的某些大型特徵，似乎跟太陽系的運動與定向有所關聯。這是否為系統誤差、觀測結果被定域效應汙染，還是哥白尼原則未經解釋的破壞？
宇宙的形狀
宇宙共動空間的3-流形，又稱為「宇宙的形狀」，是甚麼樣子？現時，天文學者仍舊不清楚宇宙的曲率與拓撲，天文學者只知道，以可觀測尺度衡量，曲率接近於零。宇宙暴脹假設建議，宇宙的形狀可能無法測量，但是，於2003年，尚皮耶·盧敏內等與其他研究團隊建議，宇宙的形狀可能為龐加萊同調球面。經過威尔金森微波各向异性探测器三年觀測得到的數據確認了這模型的一些預測，但是，這模型的正確性尚未得到廣泛支持。

### 高能物理學／粒子物理學
電弱對稱破缺到底是甚麼機制打破了電弱規範對稱，從而賦予W及Z玻色子質量？是標準模型的簡單希格斯機制嗎，還是根據藝彩理論的點子，是大自然用一種類似強作用力的新規範作用力來破壞了電弱規範對稱？物理學者希望能夠用大型強子對撞機做實驗核對藝彩理論。
微中子質量
究竟是甚麼機制賦予微中子質量？任何粒子，假若其反粒子就是自己，則稱此粒子為馬約拉那粒子。微中子是否為馬約拉那粒子？如果微中子滿足馬約拉納方程式，我們便有機會觀察到不放出微中子的雙重β衰變。有沒有可能會是因為微中子的特殊屬性，從而使得微中子無法與一個正常粒子發生碰撞而互相湮滅？目前有許多實驗試圖去驗證微中子是否為馬約拉納粒子。
微中子超光速異常OPERA (實驗)，是一個檢驗微中子振盪現象的實驗。於2011年9月，歐洲核子研究組織（CERN）與OPERA共同宣布，從它們合作測量到的微中子飛行時間數據，它們發現緲中微子以超光速運動。請問這是做錯實驗獲得的結果，還是狹義相對論的確切瑕疵？2012年2月22日，科學新聞網頁雜誌Science Insider報告，從全球定位系統接收器到電腦之間的光纖纜線，由於與電腦的積體電路卡連接不良，造成了60奈秒延遲。將連接維修後，這問題不再發生。這實驗失誤似乎可以解釋中微子的超光速異常。但是，仍舊必需做實驗拿到更多數據來檢驗這假說。
基本粒子的慣性質量與重力質量比率
根據廣義相對論的等效原理，對於所有基本粒子，慣性質量與重力質量比率為1 。但是，對於很多粒子，並沒有任何實驗確認這論點。特別而言，物理學者很想知道，具有某巨觀質量的反物質，其重量為何？
質子自旋危機質子是自旋為1/2的費米子，但是，於1988年，歐洲緲子共同研究團隊發現，質子的三個主要價夸克只貢獻出總自旋的20-30%。自旋的其它部分是甚麼機制貢獻出的，是由膠子，還是由持續不斷地生成與湮滅中的海夸克對偶所貢獻出的？
質子尺寸之謎質子真實的電荷半徑為何？
量子色動力學的非微擾方法
在涉及到描述原子核的能量尺度範圍，量子色動力學的方程式無法解析，雖然格點量子色動力學貌似可以給出在這極限的解答。那麼， 量子色動力學怎樣描述核子與核子內部組構的物理現象呢？
夸克禁閉
為什麼所有實驗，都只能觀測到從夸克或膠子建成的粒子，像介子或重子，而無法觀測到自由存在的夸克或膠子？這現象是怎樣從量子色動力學裏面出現？
強CP問題與軸子
為什麼強交互作用對於宇稱與電荷共軛charge conjugation運算具有不變性？1977年提出的皮塞-奎恩理論（Peccei–Quinn theory）是否為這問題的正確解答？
假想的粒子
超對稱理論與其它廣為人知的理論預測了很多假想粒子，其中，哪些假想粒子真正存在於大自然？

### 天文學、天文物理學
吸積盤噴流
為什麼環繞著某些像活躍星系核一類的星體的吸積盤，會沿著其旋轉軸噴出相對論性噴流？天文學者認為這些噴流有很多用途，從除去正在形成的恆星的角動量，到將活躍星系核內部重新離子化。但是，天文學者仍舊不清楚吸積盤噴流的初始由來。
準週期性震盪
有些像白矮星、中子星、黑洞一類的緻密星，其吸積盤的內部邊緣在某頻率附近會忽隱忽現地發射出X射線，這現象稱為「準週期性震盪」。可以從星體的功率譜的峰點找到震盪痕跡。物理學者不知道為什麼會出現準週期性震盪？為什麼這些震盪的頻率與中心物體的質量成正比？有時候，在功率譜會出現多個峰點。為甚麼對於不同的星體，這些峰點的頻率比率會不一樣。
日冕加熱問題
為什麼太陽的日冕（大氣層）溫度（1至3百萬K）超高於表面溫度（6000K）？對於這問題，過去幾十年，物理學者提出了很多理論，但只有兩個理論可能最為正確：波動加熱理論與磁重聯理論。磁重聯理論的缺陷是，為什麼觀測到的磁重聯效應比較理論預測快過很多數量級？美國太空總署的太陽偵測加級器任務預定於2015年啟航，準備勘測太陽的日冕加熱狀況。

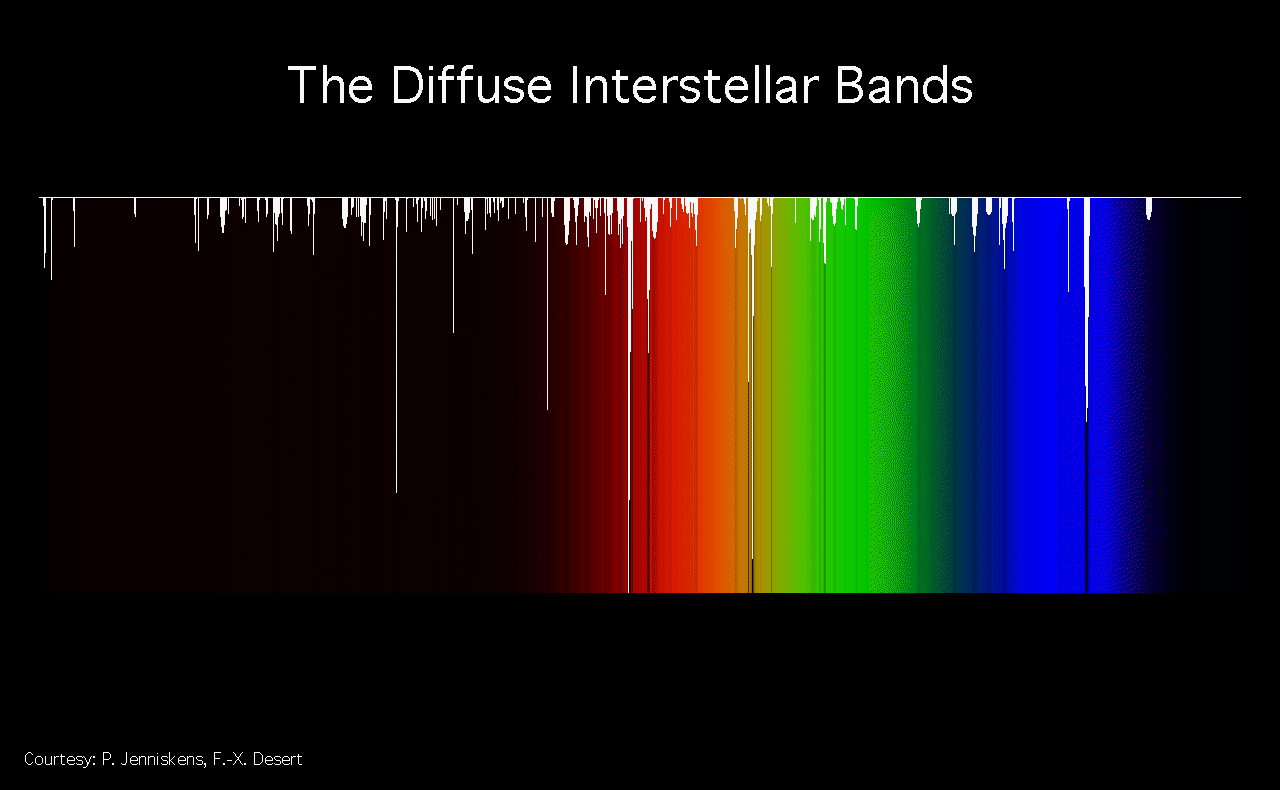
天文觀測到的瀰漫星際帶線譜的相對強度。

瀰漫星際帶是甚麼物質造成了在天文線譜裏觀測到的多條星際吸收線？請問這些物質是否為分子物質？假若是分子物質，到底是哪些分子物質，它們是怎樣形成的？

質量-速度色散關係
星系核球內的恆星的速度色散{\displaystyle \sigma }與位於星系中心的超大質量黑洞的質量{\displaystyle M}之間的經驗關係，稱為「質量-速度色散關係」：
{\displaystyle M=\sigma ^{\alpha }}；
其中，{\displaystyle \alpha }是常數，大約為{\displaystyle 4.2-5.}。
質量-速度色散關係可以用來精確地計算超大質量黑洞的質量。但是，物理學者不清楚促成這關係的物理原因為何？
觀測異常：
飛掠異常:為什麼衛星飛掠過地球後的能量會與理論預測不同？這異常最先發現於1990年伽利略號探測器的飛掠過地球。通過仔細檢查深空網路紀錄的都卜勒數據，天文學者意外地發現66mHz頻移，對應於速度在近地點增加了3.92mm/s。天文學者尚未能夠給出滿意答案。

典型的螺旋星系自轉曲線：預測的（A）和觀測的（B）。

星系自轉問題
觀測到的星球繞著星系中心轉動的速度與應用牛頓力學預測的理論速度，兩者為何不一致？暗物質和暗物質暈是否是造成這問題的主要因素？
超高能量宇宙射線地球附近根本沒有超高能量宇宙射線源，為何有一些宇宙射線會擁有不可能般高的能量？GZK極限是源自遠處的宇宙射線所擁有能量的理論上限。超過GZK極限的宇宙射線會與宇宙微波背景輻射耦合，製造π介子。這程序會重覆發生，直到宇宙射線的能量低於GZK極限為止。所以，應該不可能觀測到任何源自遠處的超高能量宇宙射線。但是，這些似從遠處發射出的超高能量宇宙射線，並沒有遵守GZK極限的規則，與宇宙微波背景輻射發生反應，而奇蹟般地存活移動到地表附近，才被觀測到，請問原因為何？
土星自轉週期
航海家1號與航海家2號分別於1981年及1982年飛越土星時測量得到無線電訊號週期為10 h 39 min。卡西尼太空船在2004年接近土星時，發現無線電的週期增加至10 h 45 m。造成變化的原因仍不清楚，但这种变化被认为是由于無線電的来源可能移动到土星內部不同的緯度位置，從而改变了自轉週期，而不是出自於土星本身自轉週期上的變化。目前還沒有方法可以直接測量土星核心的自轉速率。
磁星
到底是甚麼機制形成磁星的磁場？

### 凝聚態物理學
非晶質物質
液態或固態物質是怎樣玻璃化轉變至玻璃態物質？是甚麼物理過程給出了玻璃的一般物理性質？
低溫電子發射在非常低溫、無光狀況，為什麼光電倍增管會自發性地發射電子，而且，隨著溫度降低，發射率會增加？
高溫超導
某些物質能夠在高於50 K以上的溫度仍舊具有超導電性。但是，物理學者不清楚促成這現象的機制為何。
湍流
能否設計出一個理論模型來解釋紊流的物理行為和內部結構？在甚麼條件下，納維-斯托克斯方程式有平滑解？這是克雷數學研究所於2000年設立的千禧年大獎難題中的一大難題。

## 近期已找到解答的問題

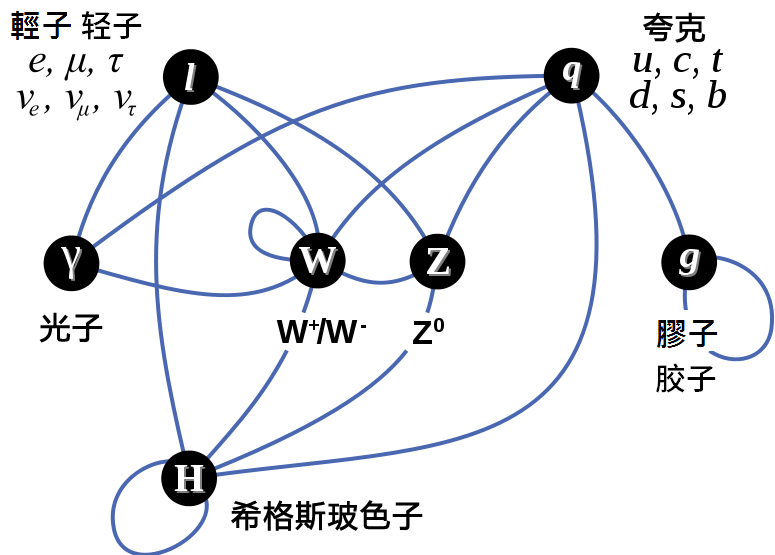
基本粒子間交互作用關係

短時間伽瑪射線爆發（2017年）
短時間伽瑪射線爆發為時間短於2秒鐘的伽瑪射線爆發。2017年，科學家探測到重力波事件GW170817，並且在僅僅1.7秒之後又探測到短伽瑪射線暴GRB 170817A。在詳細分析後，科學家確定此次事件來自兩顆中子星碰撞所產生的千新星。
引力波（2016年）
激光干涉引力波天文台（LIGO）團隊於2016年2月11日在華盛頓宣布從雙黑洞合併首次直接探測引力波。
希格斯玻色子（2013年）
希格斯玻色子是標準模型預言的一種自旋為零的玻色子，可以解釋宇宙萬物的質量。歐洲核子研究組織于2013年3月14日正式宣布发现此粒子。它是標準模型中最後一種被發現的粒子。
先鋒號異常（2012年）
先鋒10號與先鋒11號是美國太空總署分別於1972年與1973年發射的兩艘太空船，現在已逃離太陽系。在距離太陽大約20天文單位之後，觀測到的兩艘太空船的加速度與預測發生差異，大約為(8.74 ± 1.33)× 10−10 m/s2。物理學者現在認為這是因為先前未將熱反衝力（thermal recoil force）的效應納入計算
長時間伽瑪射線爆發（2003年）
從遙遠的星系突然發生的超大能量爆炸，其所伴隨的快閃伽瑪射線，稱為「伽瑪射線爆發」，是宇宙最明亮的電磁事件，通常持續時間在0.01-1000秒。長時間伽瑪射線爆發分類為時間久過於2秒鐘的伽瑪射線爆發，這種爆發與大質量星體的死亡有關，此種星體的死亡過程類似於超新星事件，常稱為極超新星。
太陽微中子問題（2002年）
這問題指的是測量到的太陽微中子通過地球的數量與理論計算有所差異。從對於微中子物理的研究結果，物理學者修改了粒子物理學的標準模型，提出微中子振盪的概念，要求微中子具有質量，可以在電中微子、μ中微子和τ中微子，這三種微中子之間相互變換。由於這些嶄新理論的提出，這問題已得解答。
年齡危機（1990年代）
大約在1990年代中期，物理學者估計宇宙的年齡比銀河系最早的恆星還要年輕30至80億年。這意味著哈勃常数的估計不正確，或大霹靂理論不正確，或是需要宇宙學常數一類的暗能量。後來，對於恆星距離更精準的估計，將恆星年齡減少了好幾十億年，對於宇宙正在加速度擴張這論據也終於獲得天文實驗證實。由於這些進展，年齡危機不再成立。
類星體（1980年代）
這是一種亮度特高、非常遙遠、紅移值特大的星體。最先發現於1950年代後期，多年以來，物理學者不清楚類星體的物理模型。後來，越來越多的證據顯示，類星體實際是一種活動星系核，其核心位置有一個超大質量黑洞，附近的物質不停地掉入黑洞裏，形成巨大的能量輻射與物質噴流向外噴出。現在，這理論已被學術界接受。

## 外部連結
- （英文）科學雜誌第125週年慶特別網頁：125條問題，我們不知道甚麼 （页面存档备份，存于）？
- （英文）美國物理協會主持的每週物理新聞網頁：最新物理新聞。
- （英文）關於未解決問題的網頁：關於未解決的物理學問題、獎賞、研究的連結列表 （页面存档备份，存于）。
- （英文）美國太空總署網頁：根據我們想要達成的目標而想出的點子 （页面存档备份，存于）。
- （英文）2004年史丹福直線加速器中心夏季學院網頁：大自然最難的謎題 （页面存档备份，存于）